# Adolf Wamper
Adolf Wamper (Würselen, 23 giugno 1900 – Essen, 22 maggio 1977) è stato uno scultore tedesco, le sue opere furono legate al realismo. Fu direttore artistico della Folkwang Universität.

## Biografia
Nel 1935, a 34 anni, progettò a Berlino, con l'architetto Paul Baumgarten, l'Opera di Berlino-Charlottenburg. Ben presto fu considerato uno dei maggiori rappresentanti della corrente artistica nazionalsocialista e nel 1936 eseguì un bassorilievo per lo Stadio Olimpico di Berlino. Dopo molte commissioni ufficiali, la sua scultura  "Genio della Vittoria" (Genius des Sieges), 1940, fu presentata al pubblico nella Grande mostra d'arte tedesca di Monaco. Wamper era amico di altri artisti del tempo, come Arno Breker e Josef Thorak. Nella fase finale della seconda guerra mondiale, nell'agosto del 1944, Adolf Hitler lo incluse nella Gottbegnadeten-Liste dei più importanti artisti visivi, cosa che gli permise di rimanere nella retroguardia. La sua opera più famosa è la "Madonna Nera di Remagen".
Dal 1948 Wamper fu a capo del dipartimento di scultura presso la Scuola Folkwang di Essen. Nel 1970, si ritirò con il titolo di Professor.